# Кетл-Рівер (Міннесота)
Кетл-Рівер (англ. Kettle River) — місто (англ. city) в США, в окрузі Карлтон штату Міннесота. Населення — 166 осіб (2020).

## Географія
Кетл-Рівер розташований за координатами 46°29′10″ пн. ш. 92°52′40″ зх. д. / 46.48611° пн. ш. 92.87778° зх. д. (46.486112, -92.877650).  За даними Бюро перепису населення США в 2010 році місто мало площу 0,99 км², уся площа — суходіл.

## Демографія
Згідно з переписом 2010 року, у місті мешкало 180 осіб у 79 домогосподарствах у складі 52 родин. Густота населення становила 181 особа/км².  Було 96 помешкань (97/км²).
Расовий склад населення:
| - 92,2 % — білих - 1,7 % — корінних американців |

До двох чи більше рас належало 6,1 %. Частка іспаномовних становила 0,6 % від усіх жителів.
За віковим діапазоном населення розподілялося таким чином: 24,4 % — особи молодші 18 років, 57,3 % — особи у віці 18—64 років, 18,3 % — особи у віці 65 років та старші. Медіана віку мешканця становила 41,0 року. На 100 осіб жіночої статі у місті припадало 95,7 чоловіків;  на 100 жінок у віці від 18 років та старших — 100,0 чоловіків також старших 18 років.
Середній дохід на одне домашнє господарство  становив 41 282 долари США (медіана — 31 750), а середній дохід на одну сім'ю — 54 791 долар (медіана — 39 583). За межею бідності перебувало 14,1 % осіб, у тому числі 5,4 % дітей у віці до 18 років та 3,8 % осіб у віці 65 років та старших.
Цивільне працевлаштоване населення становило 63 особи. Основні галузі зайнятості: публічна адміністрація — 31,7 %, мистецтво, розваги та відпочинок — 20,6 %, будівництво — 12,7 %, освіта, охорона здоров'я та соціальна допомога — 11,1 %.